# عاكيف إسلامزاده
عاكيف إسلامزاده (بالأذرية: Akif İslamzadə) - مغني أذربيجاني، فنان الشعب لجمهورية أذربيجان، حائز على منحة رئاسية منذ 2019.

## حياته ونشأته
ولد عاكيف إسلامزاده في باكو عام 1948، وتخرج من المعهد الأذربيجاني للاقتصاد الوطني في عام 1979.
ثم بدأ نشأته الفنية كعازف غنائي على مسرح رشيد بهبودوف الوطني في عام 1972، كما كان عضوا في فرقة أوركسترا توفيق أحمدوف الوطنية عام 1976.
أوقف نشاطه الغنائي بسبب فقدانه لصوته عام 1986 ليعتزل بعد ذلك أداء المقطوعات الطويلة، لكن مشكلة فقدانه لصوته تفاقمت ليس فقط في مجال الغناء بل حتى في الحياة اليومية.
صار عاكيف إسلامزاده رئيسا لجماعية حفلة أذربيجان الحكومية، وفي فترتي 1992-1993 كان رئيس لإدارة الثقافة الرئاسية لمدينة باكو.
عاكيف إسلامزاده هو الأداء الرائع للأغاني "العروس الصفراء"، هذه الليلة".
منحت عاكيف إسلامزاده الجائزة الرئاسية في 6 مايو لعام 2016 و 1 مايو لعام 2017 و 9 مايو لعام 2018. كما منح منحة فردية من رئيس جمهورية أذربيجان إلهام علييف في 10 مايو 2019.
عاكيف إسلامزاده هو ابن مغنية المقامات الأذربيجانية الشهيرة سارة قاديموفا.

## فيلموغرافية
- الغريب في الغابة (فيلم، 1977)
- حماة (فيلم، 1978)
- الأرض المطربة (فيلم، 1981)
- حياة عزير (فيلم، 1981)
- حكاية الرمان الوحيد (فيلم، 1984)
- الوضع الخاص (فيلم، 1986)
- ضوء في النافذة (فيلم، 1987)

## وصلات خارجية
- عاكيف إسلامزاده على موقع ميوزك برينز (الإنجليزية)

عاكيف إسلامزاده على يوتوب
عاكيف إسلامزاده على يوتوب